# Hilliard Ensemble
El Hilliard Ensemble fou un quartet vocal britànic dedicat a la interpretació de la música antiga. Fundat el 1974, el nom del grup és un homenatge al pintor miniaturista anglès Nicholas Hilliard (1547-1619).
Els darrers membres del grup foren David James (contratenor), Rogers Covey-Crump (tenor), Steven Harrold (tenor) i Gordon Jones (baríton).
Encara que el seu repertori es nodria bàsicament de música medieval i del renaixentista, el grup cantà també música contemporània, i va gravar dues composicions llargues d'Arvo Pärt, Passio i Litany, per la casa ECM. Interpretà també obres de Gavin Bryars, Veljo Tormis, John Cage, Erkki-Sven Tüür i Elena Firsova, entre d'altres, quan fa concerts.
Officium, un disc publicat en 1993 amb la col·laboració del saxofonista noruec Jan Garbarek, va esdevenir ràpidament un dels discs els més venuts de la història del catàleg ECM.